# پیستیچی
پیستیچی (به ایتالیایی: Pisticci) یک کومونه در ایتالیا است که در استان ماترا واقع شده‌است.

## خصوصیات
پیستیچی ۲۳۱ کیلومترمربع مساحت و ۱۷٬۷۶۸ نفر جمعیت دارد و ۳۶۴ متر بالاتر از سطح دریا واقع شده‌است.